# Liste der Kulturdenkmäler in Schweppenhausen
In der Liste der Kulturdenkmäler in Schweppenhausen sind alle Kulturdenkmäler der rheinland-pfälzischen Ortsgemeinde Schweppenhausen aufgeführt. Grundlage ist die Denkmalliste des Landes Rheinland-Pfalz (Stand: 2. August 2023).

## Denkmalzonen
| Bezeichnung                    | Lage                                              | Baujahr                 | Beschreibung                                                      | Bild |
| ------------------------------ | ------------------------------------------------- | ----------------------- | ----------------------------------------------------------------- | ---- |
| Denkmalzone Jüdischer Friedhof | südlich des Ortes; Distrikt Am Judenkirchhof Lage | 19. und 20. Jahrhundert | Areal mit etwa 30 Grabsteinen des 19. und frühen 20. Jahrhunderts | BW   |

## Einzeldenkmäler
| Bezeichnung                     | Lage                    | Baujahr                     | Beschreibung                                                                             | Bild                           |
| ------------------------------- | ----------------------- | --------------------------- | ---------------------------------------------------------------------------------------- | ------------------------------ |
| Evangelische Kirche             | Deyertstraße 2 Lage     | 1858                        | neugotischer Bruchsteinbau, 1858                                                         | weitere Bilder Fotos hochladen |
| Ölmühle                         | Naheweinstraße 5 Lage   | 18. Jahrhundert             | barocke Vierflügelanlage mit Fachwerkbauten, 18. und Anfang des 19. Jahrhunderts         | BW                             |
| Hofanlage                       | Naheweinstraße 14 Lage  | 18. Jahrhundert             | Vierseithof; barockes Fachwerkhaus, 18. Jahrhundert                                      | BW                             |
| Katholische Kirche Heilig Kreuz | Naheweinstraße 22 Lage  | 1515                        | Westturm im Kern von 1515 (?); barocker Saal 1722, Sakristei 1726, Schiff 1826 verändert | weitere Bilder Fotos hochladen |
| Wohnhaus                        | Naheweinstraße 25a Lage | 17. Jahrhundert             | Fachwerkhaus, teilweise verputzt, wohl aus dem 17. Jahrhundert (angeblich von 1550)      | BW                             |
| Wohnhaus                        | Naheweinstraße 26 Lage  | 1867                        | Krüppelwalmdachbau, Fachwerk verputzt und verschiefert, bezeichnet 1867                  | BW                             |
| Wohnhaus                        | Naheweinstraße 45 Lage  | 18. Jahrhundert             | barockes Fachwerkhaus, verputzt, 18. Jahrhundert                                         | BW                             |
| Hofanlage                       | Naheweinstraße 53 Lage  | Anfang des 19. Jahrhunderts | Streckhof; Fachwerkhaus, verputzt, Anfang des 19. Jahrhunderts                           | BW                             |
| Synagoge                        | Schwabenstraße 4 Lage   | 1845                        | Bruchsteinbau, 1845                                                                      | BW                             |